# Крылья орлов
«Крылья орлов» (англ. The Wings Of Eagles) — кинофильм режиссёра Джона Форда, вышедший на экраны в 1957 году. Лента рассказывает о Фрэнке «Спиге» Уиде и Военно-морской авиации США от её зарождения до Второй Мировой войны.

## Сюжет
Вскоре после окончания Первой мировой войны Фрэнк Уид, как и Джон Дейл Прайс, пытается доказать американскому флоту ценность гидропланов в бою. Для этого Уид подталкивает флот устроить соревнования в скорости и выносливости. Он посвящает большую часть времени полётам и верховой езде, а его жена Минни и дети не получают должного внимания.
Вечером, возвращаясь домой после повышения до командира боевого эскадрона, Фрэнк теряет равновесие на лестнице и падает, в результате он ломает шею и становится парализованным. Минни пытается утешить его, но он отталкивает и её, и семью. Только своим друзьям, «Болвану» Карсону и Прайсу, он позволяет приходить в больницу. Карсон, пытаясь вывести Уида из депрессии, предлагает ему начать писать.
После большого успеха в Голливуде Уид возвращается к активной службе на флоте во время Второй Мировой войны, развивая идею меньшего эскорта, или «джипа», авианосцев для увеличения основной ударной силы. Сердечный приступ возвращает Уида домой перед самым концом войны.

## В ролях
- Джон Уэйн — Фрэнк «Спиг» Уид[1]
- Дэн Дэйли — «Болван» Карсон
- Морин О'Хара — Мин Уид
- Уорд Бонд — Джон Додж
- Кен Кёртис — Джон Дейл Прайс
- Эдмунд Лоу — адмирал Моффетт
- Кеннет Тоби — капитан Герберт Аллен Хазард
- Джеймс Тодд — Джек Трэвис
- Барри Келли — капитан Джок Кларк
- Зиг Руман — менеджер
- Генри О’Нил — капитан Спир
- Уиллис Бучи — Бартон
- Дороти Джордан — Роуз Брентман

В титрах не указаны
- Луис Джин Хейдт — доктор Джон Кэй
- Харлан Уорд — старший помощник
- Блу Вашингтон — бармен в офицерском клубе

## Факты
- Прототипом режиссёры Джона Доджа стал сам Форд. Многие из вещей в его кабинете — личные вещи Форда.
- В 1945 году Джон Форд снял фильм «Они были незаменимыми» по сценарию Фрэнка Уида.
- В одной из сцен сначала показывается кругосветный полёт самолёта американской Армии, а затем ВМС США выигрывает Кубок Шнейдера. Фактически ВМС США выиграли Кубок Шнейдера в 1923 году, а первый кругосветный полёт американская армия предприняла с марта по сентябрь 1924 года.
- Похожий фильм о рождении американской Армейской авиации — «Трибунал Билли Митчелла», снятый в 1955 году.